# بوب إينغيرسول (لاعب كرة قاعدة)
بوب إينغيرسول (بالإنجليزية: Bob Ingersoll)‏ هو لاعب كرة قاعدة أمريكي، ولد في 8 يناير 1883 في رابيد سيتي في الولايات المتحدة، وتوفي في 13 يناير 1927 في منيابولس في الولايات المتحدة.

## وصلات خارجية
- بوب إينغيرسول على موقعبيزبول رفرنس.كوم (الدوري الرئيسي) (الإنجليزية)
- بوب إينغيرسول على موقعبيزبول رفرنس.كوم (الدوري الثانوي) (الإنجليزية)